# پاکد
پاکد (به انگلیسی: Pacode) یک منطقهٔ مسکونی در هند است که در بخش کنیاکماری واقع شده‌است. پاکد ۲۴٬۰۵۰ نفر جمعیت دارد.